# Hotel Pinia
Pinia Hotel & Resort (do roku 2022 Clarion Hotel Špindlerův Mlýn, do roku 2011 hotel Arnika, původně rekreační zařízení Krausovy boudy) je objekt v části Špindlerova Mlýna zvané Labská. Rekreační zařízení se skládá z tří navzájem propojených objektů, jedná se o jednu z největších staveb v pohoří Krkonoše. Komplex zahrnuje kromě ubytování také restauraci, posilovnu, konferenční sály, wellness a bazén. Hotel disponuje 197 pokoji s kapacitou až 580 osob. Projekt budov vznikl v roce 1976, k realizaci došlo mezi roky 1977 až 1981. Investorem byla Ústřední rada odborů Praha, architektem Karel Schmied. Od roku 2011 hotel provozuje česká skupina CPI Hotels.